# Hava gyl
Hava gyl är en sjö i Bromölla kommun i Skåne och ingår i Skräbeåns huvudavrinningsområde. Sjön har en area på 0,0476 kvadratkilometer och ligger 69,2 meter över havet.

## Delavrinningsområde
Hava gyl ingår i det delavrinningsområde (623077-141727) som SMHI kallar för Mynnar i Skräbeån. Medelhöjden är 110 meter över havet och ytan är 14,84 kvadratkilometer. Det finns inga avrinningsområden uppströms utan avrinningsområdet är högsta punkten. Lillån som avvattnar avrinningsområdet har biflödesordning 2, vilket innebär att vattnet flödar genom totalt 2 vattendrag innan det når havet efter 21 kilometer. Avrinningsområdet består mestadels av skog (84 procent). Avrinningsområdet har 0,57 kvadratkilometer vattenytor vilket ger det en sjöprocent på 3,8 procent.